# الین سنتر (اوهایو)
الین سنتر، اوهایو (به انگلیسی: Allen Center, Ohio) یک منطقهٔ مسکونی در ایالات متحده آمریکا است که در اوهایو واقع شده‌است.

## خصوصیات
الین سنتر ۳۲۳ متر بالاتر از سطح دریا واقع شده‌است.